# Chavroches
Chavroches est une commune française située dans le département de l'Allier, en région Auvergne-Rhône-Alpes.

## Géographie

### Localisation
Chavroches est une commune située à l'est du département de l'Allier, dans l'arrondissement de Vichy et le canton de Moulins-2 depuis le redécoupage des cantons du département, appliqué à la suite des élections départementales tenues en mars 2015.
Six communes (sept en incluant le quadripoint avec Varennes-sur-Tèche) jouxtent Chavroches :
| Treteau | Jaligny-sur-Besbre | Châtelperron                     |
|         | Chavroches         | Sorbier                          |
| Cindré  | Trézelles          | Varennes-sur-Tèche (quadripoint) |

### Hydrographie
La commune est traversée par la Besbre, qui passe au pied du château.

### Transports
Les routes départementales 163 (de Treteau à la RD 23 à Bert), 205 (de Jaligny-sur-Besbre à Trézelles par la rive droite de la Besbre) et 480 (de Dompierre-sur-Besbre à Lapalisse).

### Climat
Pour des articles plus généraux, voir Climat d'Auvergne-Rhône-Alpes et Climat de l'Allier.
En 2010, le climat de la commune est de type climat océanique dégradé des plaines du Centre et du Nord, selon une étude du CNRS s'appuyant sur une série de données couvrant la période 1971-2000. En 2020, Météo-France publie une typologie des climats de la France métropolitaine dans laquelle la commune est exposée à un climat océanique altéré et est dans la région climatique Centre et contreforts nord du Massif Central, caractérisée par un air sec en été et un bon ensoleillement.
Pour la période 1971-2000, la température annuelle moyenne est de 11,1 °C, avec une amplitude thermique annuelle de 16,3 °C. Le cumul annuel moyen de précipitations est de 804 mm, avec 11 jours de précipitations en janvier et 7,4 jours en juillet. Pour la période 1991-2020, la température moyenne annuelle observée sur la station météorologique de Météo-France la plus proche, sur la commune de Saint-Léon à 9 km à vol d'oiseau, est de 11,7 °C et le cumul annuel moyen de précipitations est de 857,2 mm,. Pour l'avenir, les paramètres climatiques de la commune estimés pour 2050 selon différents scénarios d'émission de gaz à effet de serre sont consultables sur un site dédié publié par Météo-France en novembre 2022.

## Urbanisme

### Typologie
Au 1er janvier 2024, Chavroches est catégorisée commune rurale à habitat très dispersé, selon la nouvelle grille communale de densité à 7 niveaux définie par l'Insee en 2022.
Elle est située hors unité urbaine et hors attraction des villes,.

### Occupation des sols

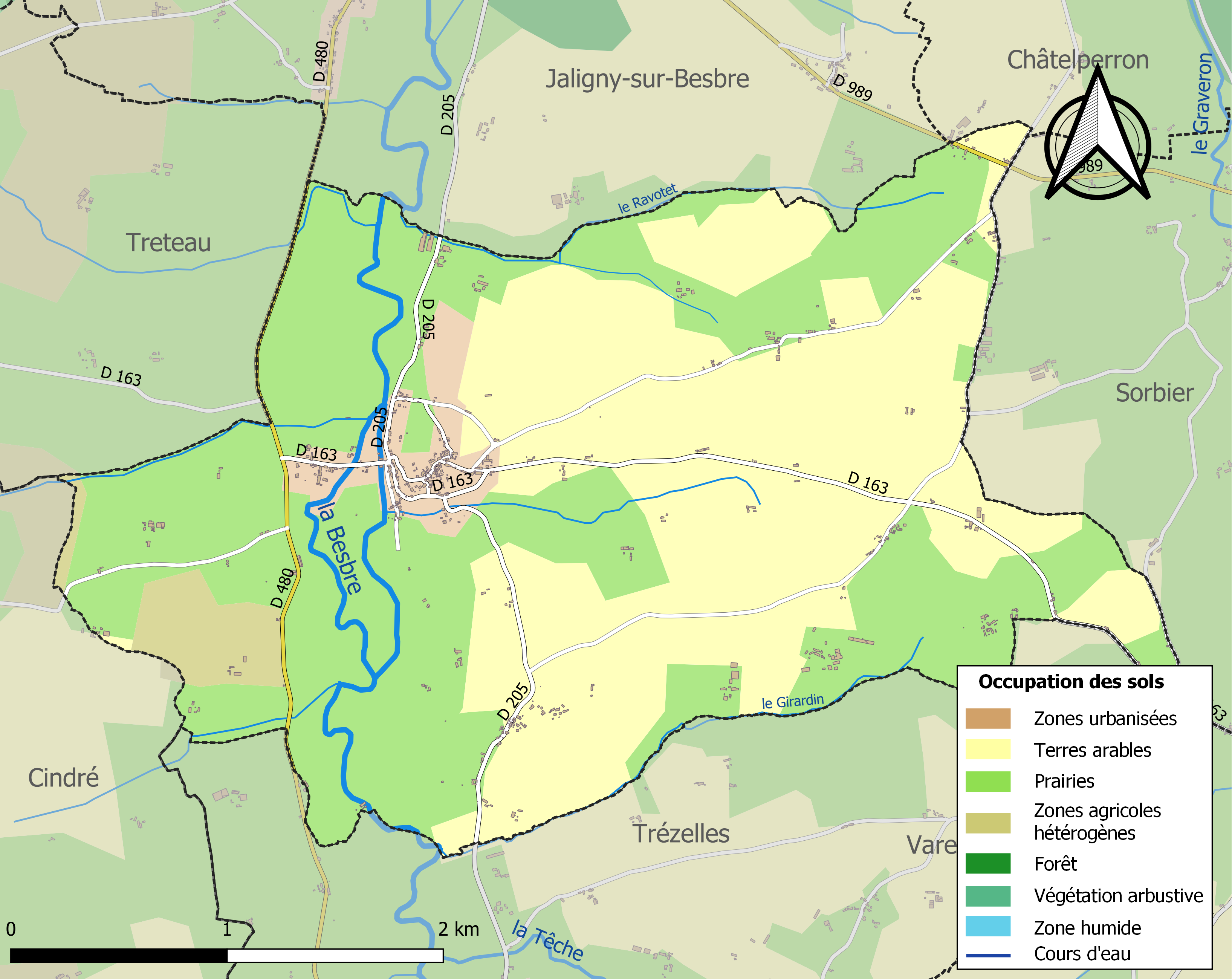
Carte des infrastructures et de l'occupation des sols de la commune en 2018 (CLC).

L'occupation des sols de la commune, telle qu'elle ressort de la base de données européenne d’occupation biophysique des sols Corine Land Cover (CLC), est marquée par l'importance des territoires agricoles (95,8 % en 2018), une proportion sensiblement équivalente à celle de 1990 (96,6 %). La répartition détaillée en 2018 est la suivante : 
prairies (48,6 %), terres arables (44,1 %), zones urbanisées (4,2 %), zones agricoles hétérogènes (3,1 %).
L'IGN met par ailleurs à disposition un outil en ligne permettant de comparer l'évolution dans le temps de l'occupation des sols de la commune (ou de territoires à des échelles différentes). Plusieurs époques sont accessibles sous forme de cartes ou photos aériennes : la carte de Cassini (XVIIIe siècle), la carte d'état-major (1820-1866) et la période actuelle (1950 à aujourd'hui).

## Histoire
- Au XIIIe siècle : donation de la châtellenie de Chavroches par Agnès à sa fille Béatrice de Bourgogne (1257-1310), femme de Robert de France (1256-1317) (premier seigneur de Bourbon de la maison royale).
- Au XVe siècle : Pierre II de Bourbon et Anne de France « ont engagé » le château et le domaine de la châtellenie à Jacques II de Chabannes de La Palice (maréchal de France), engagement passé aux carmélites de Paris, qui en jouissaient encore en 1789.

La châtellenie de Chavroches a toujours fait partie des 17 châtellenies du Bourbonnais. Elle s'étendait sur 17 paroisses et 920 feux, dont Trézelles et Montaiguët-en-Forez qui avaient la prétention d'avoir été villes.

## Politique et administration
| Période                                  | Période                      | Identité             | Étiquette | Qualité                   |
| ---------------------------------------- | ---------------------------- | -------------------- | --------- | ------------------------- |
| Les données manquantes sont à compléter. |                              |                      |           |                           |
| mars 2001                                | mars 2014                    | Marcel Virot         | DVG       |                           |
| mars 2014                                | En cours (au 8 juillet 2020) | Jean-François Tocant |           | Agriculteur Réélu en 2020 |

## Population et société

### Démographie
L'évolution du nombre d'habitants est connue à travers les recensements de la population effectués dans la commune depuis 1793. Pour les communes de moins de 10 000 habitants, une enquête de recensement portant sur toute la population est réalisée tous les cinq ans, les populations de référence des années intermédiaires étant quant à elles estimées par interpolation ou extrapolation. Pour la commune, le premier recensement exhaustif entrant dans le cadre du nouveau dispositif a été réalisé en 2007.

En 2022, la commune comptait 262 habitants, en évolution de +3,56 % par rapport à 2016 (Allier : −1,38 %, France hors Mayotte : +2,11 %).
| 1793 | 1800 | 1806 | 1821 | 1831 | 1836 | 1841 | 1846 | 1851 |
| ---- | ---- | ---- | ---- | ---- | ---- | ---- | ---- | ---- |
| 641  | 182  | 499  | 492  | 739  | 718  | 711  | 691  | 732  |

| 1856 | 1861 | 1866 | 1872 | 1876 | 1881 | 1886 | 1891 | 1896 |
| ---- | ---- | ---- | ---- | ---- | ---- | ---- | ---- | ---- |
| 766  | 746  | 802  | 796  | 806  | 845  | 880  | 841  | 890  |

| 1901 | 1906 | 1911 | 1921 | 1926 | 1931 | 1936 | 1946 | 1954 |
| ---- | ---- | ---- | ---- | ---- | ---- | ---- | ---- | ---- |
| 870  | 842  | 815  | 676  | 677  | 629  | 619  | 541  | 537  |

| 1962 | 1968 | 1975 | 1982 | 1990 | 1999 | 2006 | 2007 | 2012 |
| ---- | ---- | ---- | ---- | ---- | ---- | ---- | ---- | ---- |
| 504  | 451  | 397  | 330  | 270  | 248  | 275  | 279  | 260  |

| 2017 | 2022 | - | - | - | - | - | - | - |
| ---- | ---- | - | - | - | - | - | - | - |
| 247  | 262  | - | - | - | - | - | - | - |

- En 1572, le bourg de Chavroches, en comprenant le château, ne possédait que 27 feux[14].

### Enseignement
Chavroches dépend de l'académie de Clermont-Ferrand. Elle gère une école élémentaire publique.
Hors dérogations à la carte scolaire, les collégiens se rendent à Jaligny-sur-Besbre et les lycéens à Moulins et Yzeure.

## Culture locale et patrimoine

### Lieux et monuments
- Château de Chavroches, sur une butte calcaire dominant la rive droite de la Besbre, enceinte du XIIIe siècle englobant un logis du XVe siècle flanqué d'un imposant donjon rectangulaire[23]. Le château déjà ruiné en 1572 était composé de sa tour, servant de donjon, et de plusieurs autres tours carrées et rondes, clos de hautes murailles et entouré de profonds fossés.
- Plusieurs grottes, transformées en habitat troglodytique, qui étaient encore habitées au siècle dernier.
- Église Saint-Cyr-et-Sainte-Julitte de Chavroches.

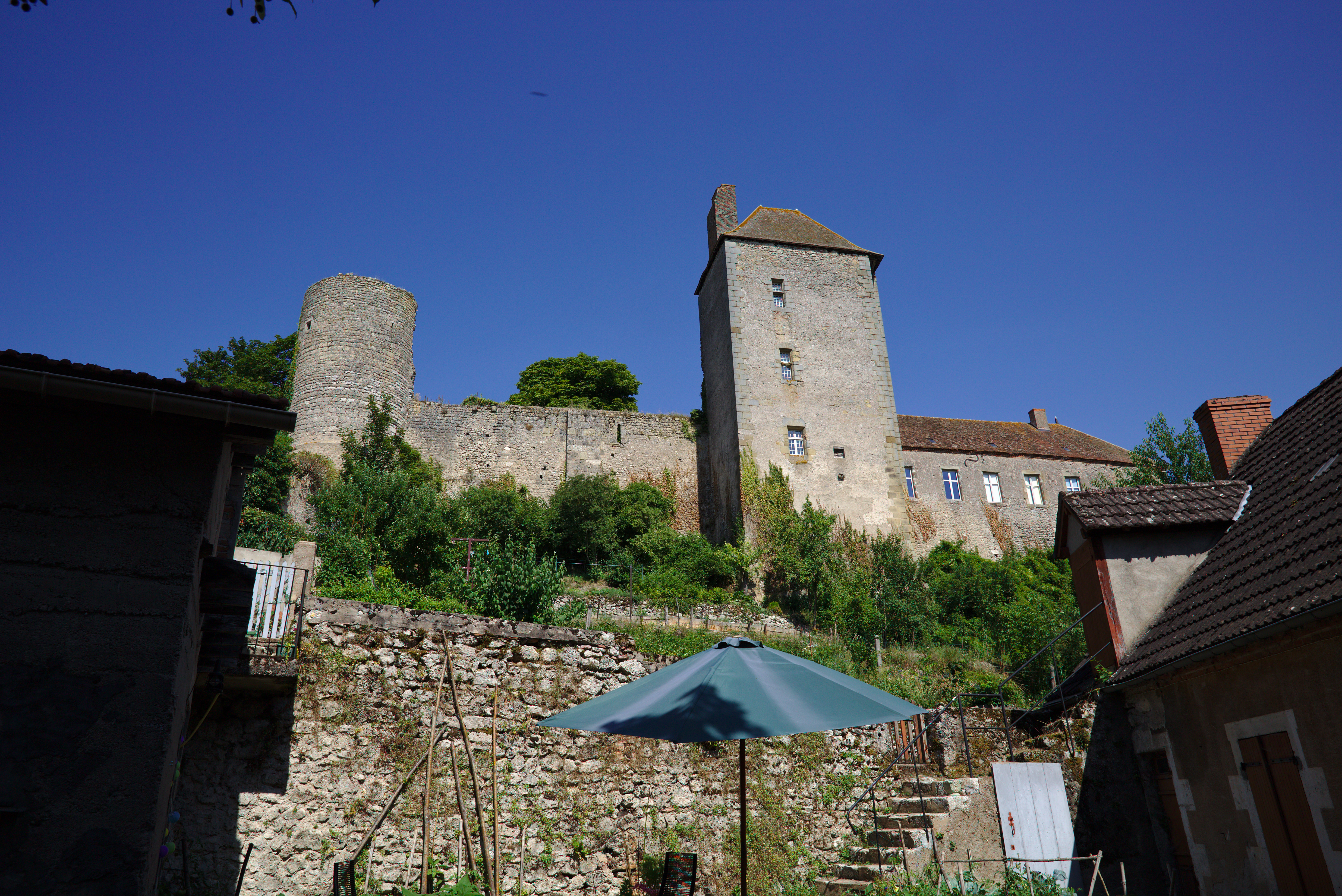
Château de Chavroches.
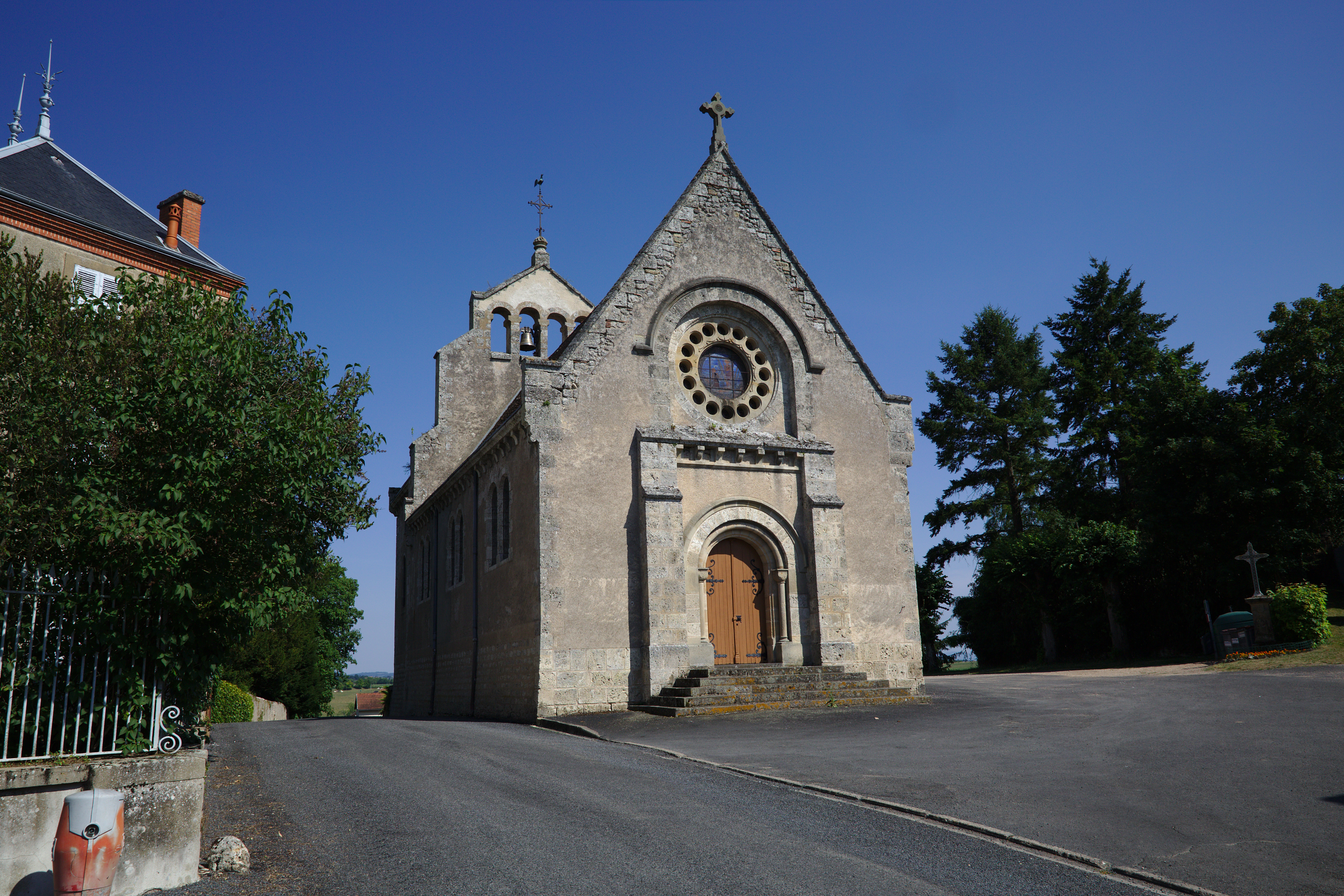
Église de Chavroches.
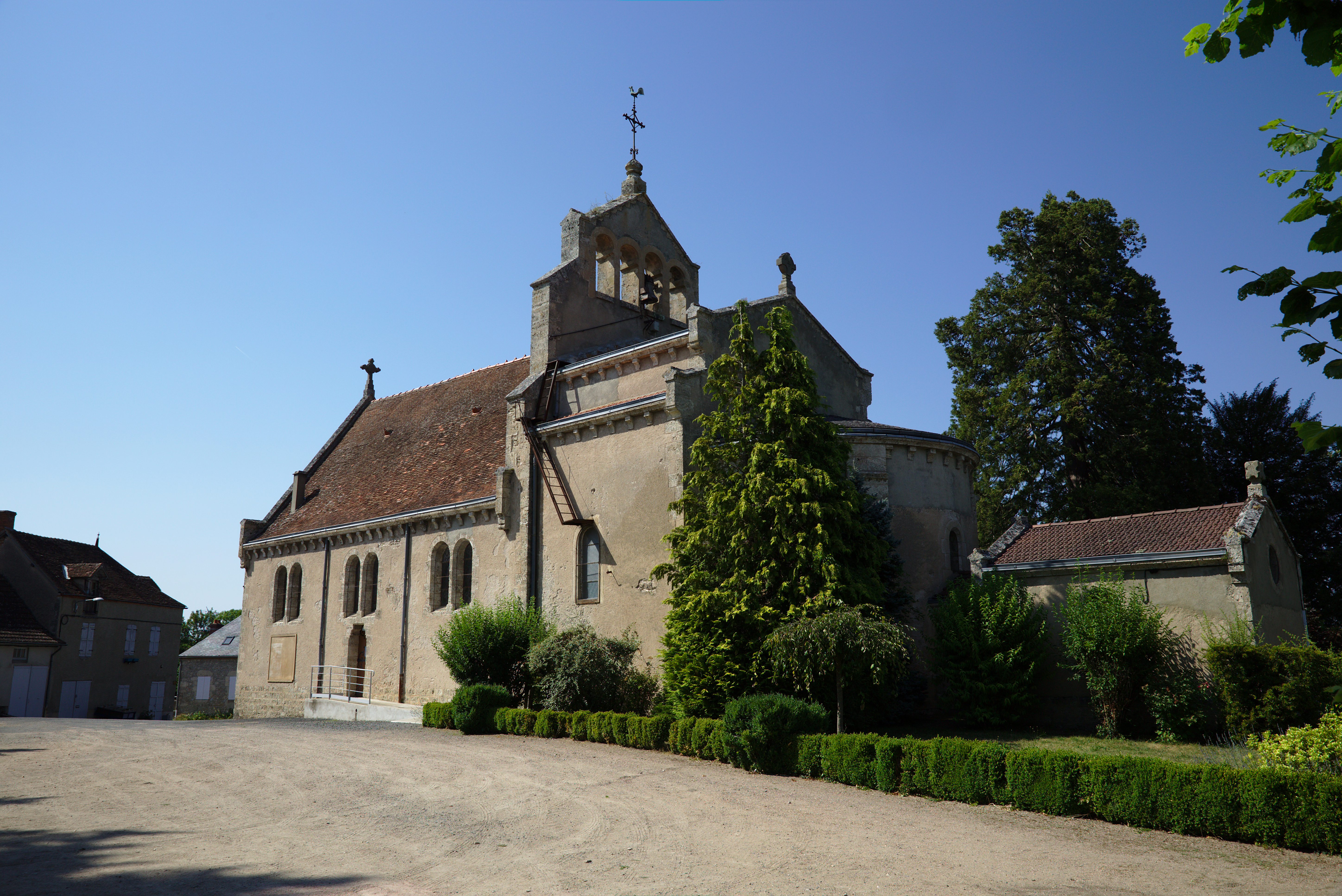
Chevet de l'église.
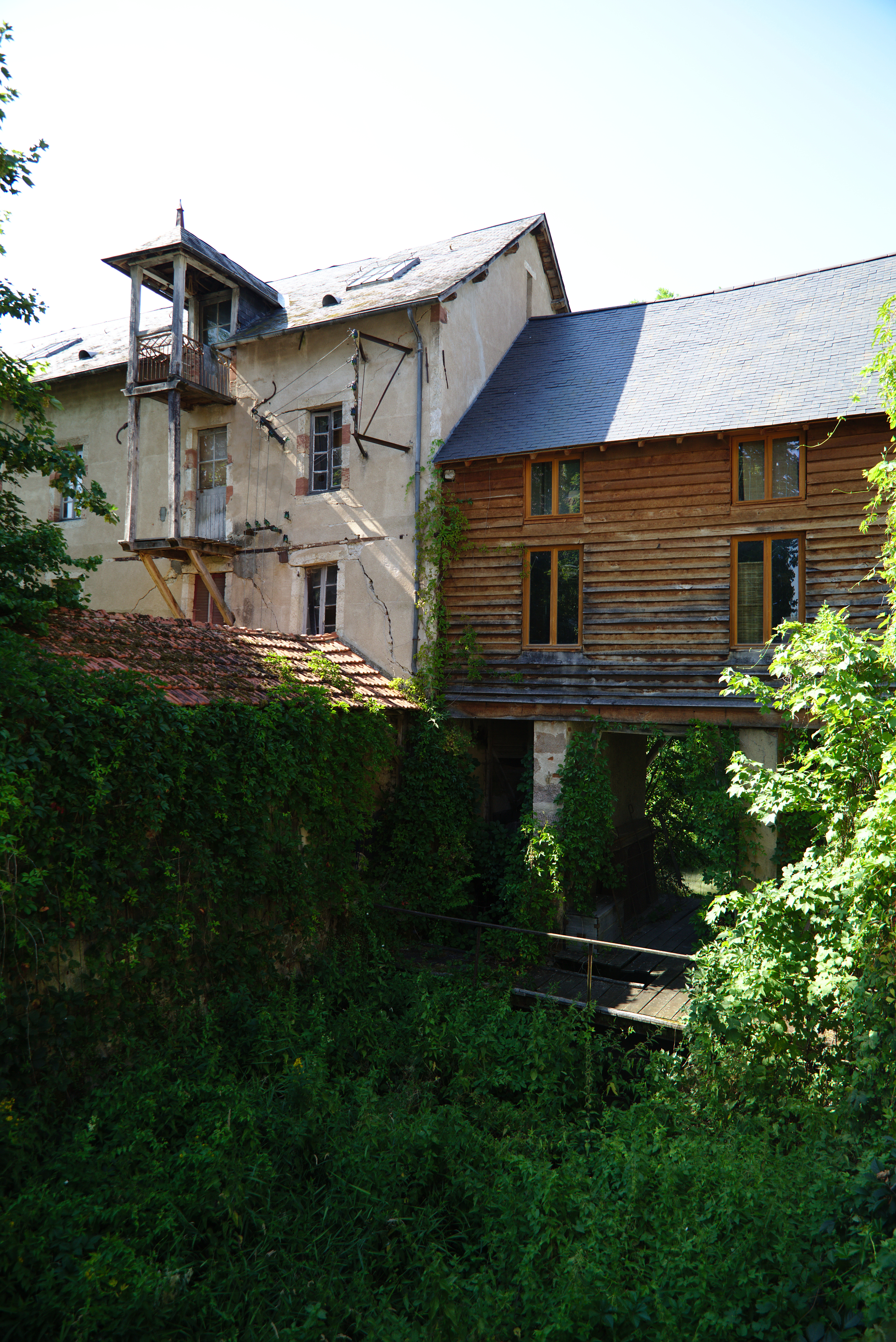
Moulin sur la Besbre.

### Aspects culturels
Chavroches fait partie des communes ayant reçu l’étoile verte espérantiste, distinction remise aux maires de communes recensant des locuteurs de la langue construite espéranto.